# Amandina Lihamba
Amandina Lihamba, née en 1944, est une metteuse en scène, une dramaturge, et une actrice tanzanienne, également professeur à l'université de Dar es Salaam dans le département des beaux-arts. Elle a marqué la scène africains et la littérature d'expression swahilie par sa réflexion sur les arts dramatiques et par sa polyvalence.

## Biographie
Amandina Lihamba naît dans le district de Morogoro, en Tanzanie, en 1944. Après une maîtrise des beaux-arts à l’École d'art dramatique de Yale, elle obtient son PhD à l'université de Leeds en 1985. Sa thèse de doctorat est consacrée à la Politique et le Théâtre, en Tanzanie, après la Déclaration d'Arusha 1967-1984. Elle y décrit notamment comment, après la Déclaration d'Arusha, le parti du président Nyerere a utilisé un mode d'expression traditionnelle, le ngonjera, fondé sur une forme poétique, où le récital s'accompagne d'une gestuelle dramatique et de costumes ou accessoires relevant du théâtre, comme outil de propagande, et comment ce mode d'expression a ensuite évolué.
Elle enseigne ensuite à l'université de Dar es Salaam dans le département des beaux-arts. Elle s'intéresse particulièrement à l'art dramatique comme outil de communication, de changement social, de réflexion et d'éducation. En 1989, elle co-fonde le projet et le festival national de théâtre pour enfant. Elle fonde également le festival de théâtre féminin Tuseme (Exprimons-nous) avec Penina Muhando en 1998,.
Actrice en Afrique, aux États-Unis et en Grande-Bretagne, elle travaille aussi comme réalisatrice pour le théâtre et pour le cinéma. Elle crée et publie des pièces de théâtre en swahili, associant la dramaturgie occidentale à la spontanéité du théâtre africain, aux danses et aux pantomimes.

## Principaux films comme actrice
- Arusi ya Maiamu [The Marriage of Mariamu] (1985), dans le rôle de Mariamu. Film américo-tanzanien de Ron Mulvihill, Nangayoma Ng'oge.
- Khalfan and Zanzibar (1999), film américain de Lina Fruzzetti et de Alfred Guzzetti.
- Maangamizi : L'Ancien (2001), dans le rôle de Samehe. Film américo-tanzanien de Martin Mhando et Ron Mulvihill.

## Principales pièces de théâtre en swahili comme dramaturge
- Hawala ya fedha [Le Mandat] (1980), basée sur une nouvelle de l'écrivain sénégalais Ousmane Sembène.
- Harakati za ukombozi [Les luttes de libération] (1982), co-écrite avec Penina Muhando et Ndyanao Balisidya.
- Mkutano wa pili wa ndege [Le deuxième congrès des oiseaux] (1992).